# Johann Frankenberger

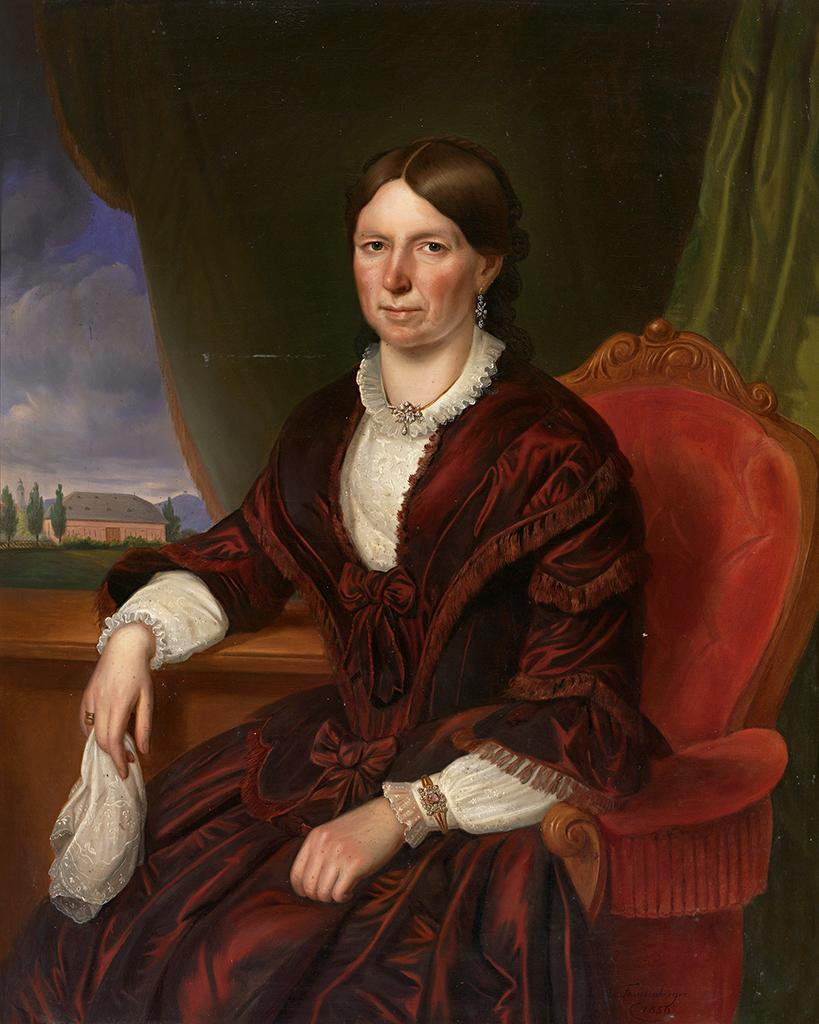
Porträt einer Dame vor Landschaftshintergrund

Johann Frankenberger (* 3. April 1807 in Hadamar; † 30. April 1874 in Wien) war als Porträt-, Tier- und Genremaler sowie Radierer und Lithograf in Deutschland und Österreich tätig.

## Leben und Wirken
Frankenberger studierte an der Akademie der bildenden Künste Wien bei Josef Redl dem Jüngeren, Johann Nepomuk Ender und Carl Gsellhofer. Er erhielt 1828 den Graf-Czernin-Preis.
Nach dem Studium war er in Limburg an der Lahn, Wiesbaden, Mainz und Braunfels tätig, u. a. als Hofmaler der Fürstenfamilie Solms-Braunfels. Ab 1838 war er in Wien ansässig, wohnte am Fleischmarkt 12. Johann Frankenberger war Mitglied des Vereins zur Beförderung der bildenden Künste in Wien.
Er malte Porträts von Personen aus dem deutschen und österreichischen Adel, hohen Beamten und Offizieren, Personen aus dem Nahen Osten, wie auch Genre- und Tierbilder. Einige Porträts veröffentlichte er in Form von Lithografien. Sein Selbstporträt schuf er als Radierung.